# Saint-Michel-sur-Ternoise
Saint-Michel-sur-Ternoise is een gemeente in het Franse departement Pas-de-Calais (regio Hauts-de-France). De plaats maakt deel uit van het arrondissement Arras. Saint-Michel-sur-Ternoise telde op 1 januari 2022 838 inwoners.

## Geografie
De oppervlakte van Saint-Michel-sur-Ternoise bedroeg op 1 januari 2022 5,97 vierkante kilometer; de bevolkingsdichtheid was toen 140,4 inwoners per km².

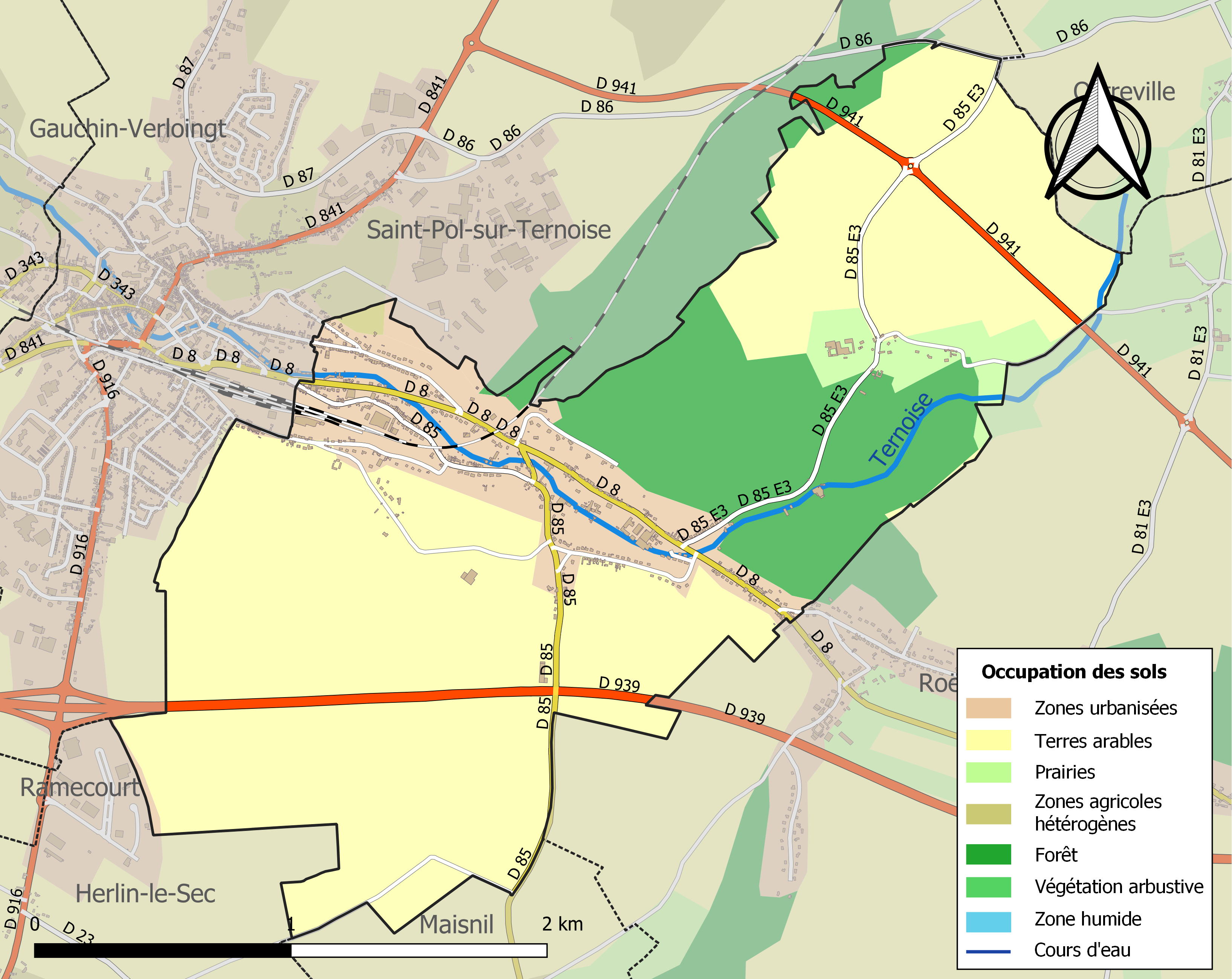
Kaart van de gemeente met belangrijkste infrastructuur, bodemgebruik en omliggende gemeenten

## Demografie
Onderstaande figuur toont het verloop van het inwonertal (bron: INSEE-tellingen).